# John Burton Cleland
John Burton Cleland (Norwood, 22 giugno 1878 – Adelaide, 11 agosto 1971) è stato un patologo e naturalista australiano, che si occupò anche di botanica, antropologia, epidemiologia, microbiologia, ornitologia e micologia.

## Carriera
Frequentò il Prince Alfred College, l'Università di Adelaide e quella di Sydney; ottenne il bachelor in Medicina nel 1900 e il dottorato nel 1902. Nel 1903 studiò alla London School of Hygiene & Tropical Medicine.
Nel 1909 divenne membro del Government Bureau of Microbiology di Sydney, diventandone il principale microbiologo; in questo periodo diede alcuni tra i suoi principali contributi alla medicina, fra i quali la scoperta che la febbre dengue era trasmessa dalla zanzara Aedes aegypti e la definizione dell'encefalite, da poco scoperta, separandola fra l'altro dalla poliomielite.
Nel 1920 acquisì la cattedra di patologia all'Università di Adelaide, occupandosi anche di epidemiologia e consentendogli di eseguire studi autopsistici su oltre 7 000 corpi. In qualità di patologo, fu chiamato ad analizzare uno dei casi di cronaca nera più noti in Australia, quello dell'uomo di Somerton.

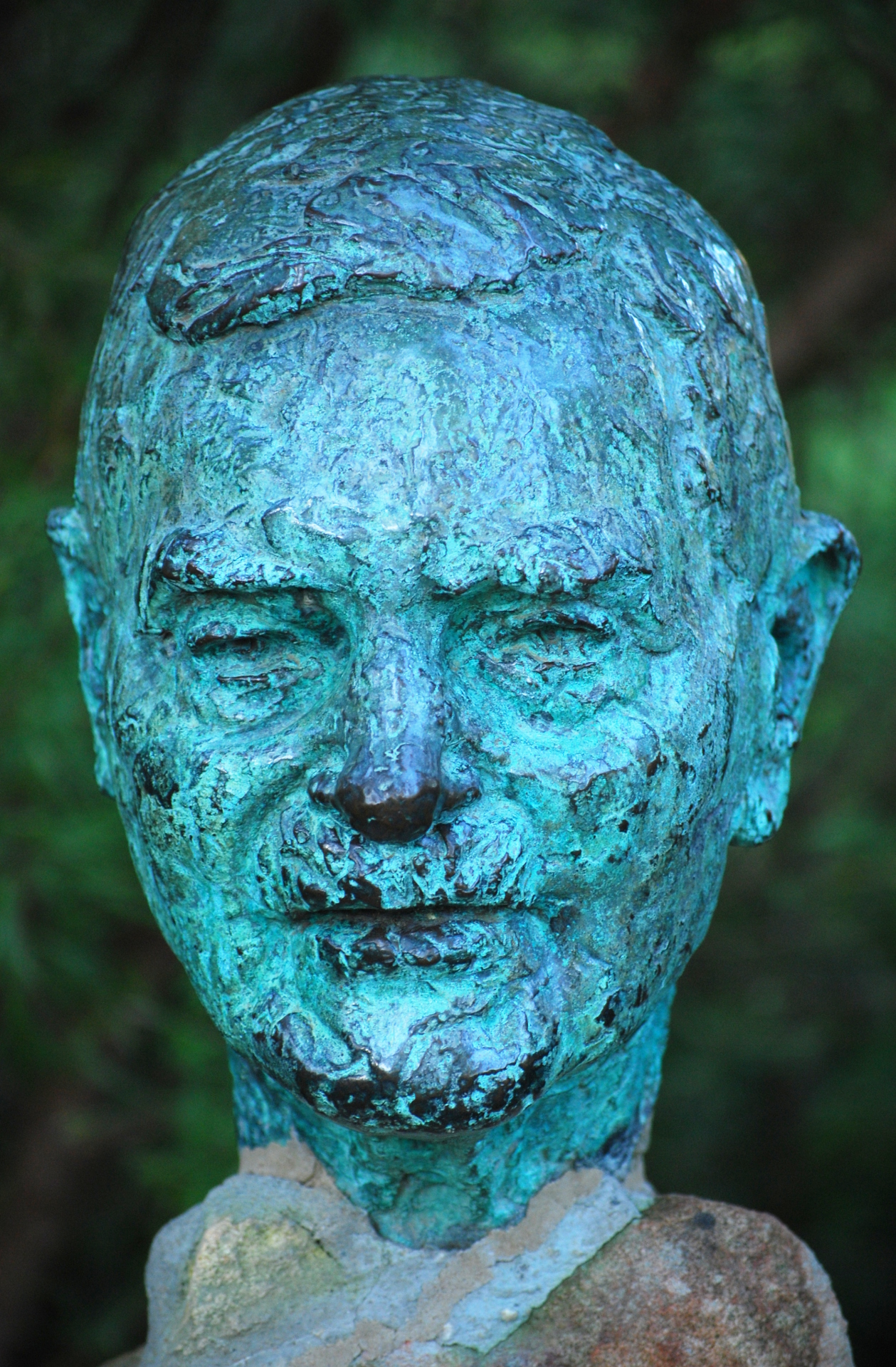
Busto in bronzo di Cleland al Cleland Wildlife Park, Australia Meridionale

Si occupò anche di antropologia, il che, combinato con la sua esperienza di patologo, lo portò a pubblicare un ampio numero di studi sulle malattie degli aborigeni australiani; fu per due volte presidente dell'Anthropological Society of South Australia e membro dello State's Aborigines Protection Board, oltre che fondatore, con Thomas Campbell e Frederick Wood Jones, del Board of Anthropological Research dell'Università di Adelaide, che diresse per circa trent'anni.
Anche nel campo della botanica e della micologia produsse studi molti importanti: la sua opera in due volumi sui maggiori funghi dell'Australia Meridionale è tuttora senza pari nel suo campo; al South Australian Herbarium presentò una collezione di oltre 30 000 piante, di cui quasi una sessantina scoperte da lui stesso. S'interessò inoltre di ornitologia, di cui era appassionato, e fornì oltre un migliaio di pelli di uccello a Gregory Mathews per il suo volume The Birds of Australia; negli ultimi anni della sua carriera si concentrò sulla conservazione della fauna selvatica, dirigendo il Parco Nazionale di Belair (Adelaide) dal 1936 al 1965 e il Flora and Fauna Handbooks Committee of South Australia dal 1922 al 1968.

## Vita privata
Era il primo figlio del medico William Lennox Cleland e di Matilda Lauder Burton, figlia di John Hill Burton, storiografo reale per la Scozia. Di forte fede anglicana, si sposò il 25 aprile 1908 con Dora Isabel Paton, ad Adelaide, con rito presbiteriano; da lei ebbe quattro figlie e un figlio. Verso gli ottant'anni cominciò a soffrire di cecità; morì nel 1971 a Walkerville, un sobborgo di Adelaide, dove è anche sepolto.